# Belle Pérez
Belle Pérez (María Isabelle Pérez Cerezo) (*Neerpelt, Bélgica, 29 de enero de 1976) es una cantautora belga, de padres españoles. 
Se dio a conocer en Bélgica a raíz de su participación en la preselección belga para Eurovisión en 1999 con el tema "Hello world", que a pesar de no resultar elegida, sí gozó de gran éxito en gran parte de Europa (incluso se grabó una versión en español del mismo, "Hola mundo").
Luego le siguieron éxitos como "Honeybee", "This crazy feeling", "Get up and boogie" o "Me and you" (que también versionó parte de la canción en castellano). Su mayor éxito vino de la mano de un disco en español, "Baila Pérez" con temas como "Hijo de la luna" (en el que versionaba el famoso tema de Mecano), "Bailaremos" o "Enamorada". En 2006 participó de nuevo en la selección nacional para Eurovisión con "El mundo está bailando", en español, pero fue superada por Kate Ryan. 

## Biografía

### Primeros sencillos promocionales
Antes de realizar el primer álbum, se lanza dos sencillos a la radio durante el año de 1998. El primero de ellos fue "Don't give up on love", un tema dance que tuvo una recepción buena en los charts. El segundo fue "Me and you" en su primera versión, ya que años después Belle la incluiría en su segundo álbum, "Everything", esa vez a dueto con Jody Bernal. Debido al desempeño bueno a pesar de la falta de video promocional y de promoción en sí, se decide iniciar la grabación de lo que sería el primer disco de Belle.

### 2000-2001:Hello WorldyEverything
Con este su primer material, se coloca en el gusto del público, logrando posicionar el sencillo "Hello world" a nivel mundial, llegando a grabar una versión traducida al español: "Hola mundo". "Honeybee" fue su segundo sencillo, el cual tuvo buena rotación en Latinoamérica con su versión castellana: "Corazón". Su tercer sencillo fue "This crazy feeling", una balada pop en donde Belle demuestra que no solo canta canciones bailables. Su último sencillo fue "Kiss and make up", que tiene una mezcla de ritmos latinos con pop y también contó con su versión al castellano: "Olvidar y besar". Pare el videoclip se remezcló la canción de Kiss and make up, siendo distinta a la versión del álbum.
Con Everything sigue la línea del primero, aunque en algunas canciones se adentra más en los ritmos latinos ("Colour in my life"). El primer sencillo "Planet of love" es una balada que, a pesar de no contar con una muy buena recepción, logró posicionarse en algunos charts. El segundo sencillo fue "Get up and boogie", el cual logró un gran éxito, con esto iniciando realmente la promoción del disco. "Me and you" a dueto con Jody Bernal fue el tercer sencillo y tuvo muy buena acogida en la mayoría de los charts, el sencillo contó con una versión en castellano: "Tú y yo". El siguiente sencillo es el que da el nombre al disco "Everything", una balada fresca la cual fue un éxito más. Pero el gran hit de este disco fue el quinto sencillo, el cual fue en castellano: "Hijo de la luna", cover de Mecano, que hizo incursionar de lleno a Belle en el mercado hispano.

### 2003-2004:Baila PérezyArena 2004
Después del éxito de "Hijo de la luna", Belle se decide a grabar un álbum en vivo completamente en español. El disco también contiene 4 canciones de estudio. El primer sencillo fue "Bailaremos", versión en español de "Colour of my life", el cual logró una excelente recepción. El segundo sencillo fue "Enamorada", con el cual Belle rompió récords, ya que fue la canción más sonada ese año. El tercer sencillo fue "Sobreviviré" una excelente balada con la cual Belle demostró que no solo es una cantante más de la música. El cuarto y último sencillo fue "El ritmo caliente" el cual no contó con el éxito de sus antecesores.
Para lanzar Arena 2004, se detuvo la promoción del álbum  "Baila Pérez". Este fue un disco en un concierto masivo. En el cual combinó tanto canciones en inglés como en español. Este álbum también contenía canciones estudio. El primer sencillo fue "Light of my life", una canción muy bailable con ritmos latinos, la cual la logró posicionar de nuevo en los charts. El segundo sencillo fue "Loca de amor", una canción 100% latina con toques flamencos con la cual Belle se anotó un éxito más. Después del lanzamiento de "Loca de amor", Belle retoma la promoción de "Baila Pérez" y lanza un último sencillo "El ritmo caliente".
The Best of Belle Perez es su primer disco recopilatorio, el cual contiene dos tracks inéditos. El primer sencillo fue "Que viva la vida", que sirvió de banda sonora de la película Madagascar, con la cual logró ganar más audiencia. El segundo sencillo fue "Dime", una canción con ritmos flamencos con la cual se anotó un hit más.

### 2005-2006: ''The Best of Belle Perez,Que viva la vidayGotitas de amor
Este álbum es la versión internacional del disco "The Best of", con el cual se piensa introducir a Belle en países donde no era conocida. El primer sencillo desprendido de Gotitas de amor fue el tema "El mundo está bailando", con el cual Belle participa de nueva cuenta en Eurovisión; el tema contó con buena recepción. El segundo sencillo fue un cover del tema "Ave María" del español David Bisbal. El tercer sencillo es el tema "Gotitas de amor", el cual fue un éxito en los charts belgas. El cuarto sencillo fue la balada "Hoy le pido a Dios", que también fue otro de los éxitos de este álbum. Y como último sencillo tuvo el tema bailable "Amor latino".

### 2007-2008:Greatest latin hitsyGipsy
''Greatest latin hits es el segundo recopilatorio de Belle, pero en este solo se recopilan sus singles en español. Contó con un sencillo promocional, "Djolei djolei", el cual tuvo un mediano éxito. Inicia la promoción de Gipsy con "Dime que tú quieres" como primer sencillo, logrando un éxito inmediato. El segundo sencillo fue "Ámame", que también logró posicionarse el lo alto de la mayoría de los charts. Lamentablemente este álbum solo contó con dos sencillos, ya que Belle tuvo desavenencias con su casa discográfica y decidió separarse de esta, por lo cual este es su último álbum de estudio con esta discográfica.

### 2009-2011:Diezy contrato con Universal Music
Antes de abandonar la discográfica se decide lanzar Diez, un disco en vivo, conmemorando los diez años de carrera de Belle. El álbum contiene 2 temas de estudio: "Tú" y "You" (versión en inglés de "Tú") los cuales fueron sencillos. Con este álbum finaliza la etapa con su primera discográfica. Belle Pérez firma contrato con Universal Music. Se lanza al mercado el primer sencillo de este nuevo álbum, que es la versión del famoso grupo de los noventa Calo llamado "La colegiala". Desde que se lanzó el sencillo está sonando mucho y escalando posiciones en los charts.Con este sencillo, por primera vez Belle hace promoción en Japón, logrando posicionarse en ese país. Después del éxito del primer sencillo, se lanza el segundo sencillo "Shake it out". En el tercer sencillo incursiona en un género nuevo, se trata de "Beat On My Drum" donde colabora con artistas internacionales como Pitbull, Gabry Ponte y Sofia Del Carmen. Su Cuarto sencillo se estrena a la venta digital a partir del 15 de febrero, tratándose de una power balad, "Adiós Bye Bye" con el estreno de dicha canción en los Anne's Vlaamse Muziek Awards donde fue presentadora. El nombre del álbum aún se desconoce.

## Discografía
- Hello world (2000)
- Everything (2001)
- Baila Pérez (2003)
- Arena (2004)
- The best of (2006)
- Que viva la vida (2006)
- Gotitas de amor(2007)
- Grandes Éxitos Latinos (2008)
- Gypsy (2008)
- Diez (2009)
- Agua y fuego (2016)

## Sencillos
- Don't give up on love
- Me and you (summertime blue)

Hello World
| - Hello world / Hola mundo - Honeybee / Corazón - This crazy feeling - Kiss and make up Everything - Planet of love - Get up and boogie - Me and you featuring Jody Bernal / Tu y yo a duo con Jody Bernal - Everything - Hijo de la luna featuring voice male Baila Pérez - Bailaremos - Enamorada - Sobrevivire Arena - Light of my life - Loca de amor - El ritmo caliente | The Best of - Que viva la vida - Dime Gotitas de amor - El mundo está bailando - Ave maria - Gotitas de amor - Hoy le pido a dios - Amor latino Greatest latin hits - Djolei djolei Gipsy - Dime que tu quieres - Amame Diez - Tu / You Nuevo álbum - La colegiala - Shake it out - Beat On My Drum Feat. Pitbull & Sofia Del Carmen - Adiós Bye Bye - Vayamundo |

## Premios
- 2000 - Zamu Award - "Best Pop Artist"
- 2002 - Disco de oro por el sencillo "Me & You" (en los Países Bajos y Bélgica)
- 2002 - Zomerhit Award
- 2003 - Platino por "Baila Pérez"
- 2003 - Zomerhit Award
- 2004 - Zomerhit Award
- 2005 - Zomerhit Award
- 2005 - TMF Award - "Best Female Artist"